# Luiz Vinhaes
Luiz Augusto Vinhaes (ur. 10 grudnia 1896 w  Rio de Janeiro, zm. 3 kwietnia 1960 tamże) – brazylijski trener piłkarski.

## Kariera
Vinhaes karierę trenerską rozpoczął w 1926 roku w São Cristóvão Rio de Janeiro. Następnie prowadził inne kluby z Rio de Janeiro Fluminense FC oraz Bangu AC 1933–1934.
Najbardziej znaną pracą trenerską Vinhaesa było prowadzenie reprezentacji Brazylii.
W roli selekcjonera reprezentacji zadebiutował 2 lipca 1931 roku w towarzyskim meczu z węgierskim Ferencvarosem Budapeszt. W następnym meczu, rozegranym 6 września 1931 w Rio de Janeiro Brazylia pokonała reprezentację Urugwaju 2-0. Stawką tego meczu był Puchar Rio Branco. W następnym roku Brazylia ponownie sięgnęła po to trofeum, tym razem pokonując Urugwaj 2-1 w meczu rozegranym 4 grudnia w Montevideo.
W 1934 roku Vinhaes pojechał wraz z reprezentacją na mistrzostwa świata, które odbywały się na boiskach Włoch. Brazylia odpadła jednak z turnieju już w I rundzie przegrywając z reprezentacją Hiszpanii 1-3 w meczu rozegranym 27 maja na Stadio Vittorio Marassi w Genui. Był to zarazem ostatni mecz Luiza Vinhaesa na stanowisku selekcjonera reprezentacji Brazylii, na którym został zastąpiony przez Carlito Roche. Bilans jego kadencji to dwa zwycięstwa (sześć, jeśli zaliczymy mecze z drużynami klubowymi) i jedna porażka, przy bilansie bramkowym 5-4 (21-8, jeśli zaliczymy mecze z drużynami klubowymi).